# Multi Point Interface
Das Multi Point Interface (MPI) ist eine Schnittstelle, der MPI-Bus eine proprietäre Schnittstelle von Simatic-S7-Geräten der Firma Siemens und wird für den Anschluss von PGs (Programmiergeräten), OPs (Bediengeräten/Operator Panels) und anderen Simatic S7-Geräten verwendet.
Die MPI-Schnittstelle basiert auf der EIA-485-Norm (ehemals RS-485) und arbeitet standardmäßig mit einer Übertragungsrate von 187,5 kBaud. Weitere je nach Zugriffsadapter oder Simatic-Gerät einstellbare Übertragungsraten sind zwischen 19,2 kBaud und 1,5 MBaud.
MPI ist hardwarekompatibel zum PROFIBUS-Interface der Siemens-SPS, im Gegensatz zu diesem aber oft nicht galvanisch getrennt.
| Pinbelegung des SUBD9-Steckers: | Pinbelegung des SUBD9-Steckers: |    |
| ------------------------------- | ------------------------------- | -- |
| Pin1                            | (Schirm)                        |    |
| Pin2                            | Gnd (M24V)                      |    |
| Pin3                            | Data B+                         | *) |
| Pin4                            | RTS AS                          | *) |
| Pin5                            | Gnd (M5V)                       | *) |
| Pin6                            | +5 V                            |    |
| Pin7                            | +24 V                           |    |
| Pin8                            | Data A-                         | *) |
| Pin9                            | RTS PG                          |    |

Anmerkung *) für Programmierkabel benötigt
Der Busstecker für das (2-adrige) Profibus-Kabel enthält ein (abschaltbares) Widerstandsnetzwerk für den Busabschluss mit 220 Ohm zwischen den Signaladern A- und B+ sowie je 390 Ohm zw. A- und Gnd bzw. B+ und +5 V.
Verschiedene Hersteller bieten zur Kommunikation über das MPI auch PCI-Steckkarten, PCMCIA-Steckkarten, USB-Adapter oder Ethernet-Adapter an.